# Semgallen (Volk)
Die Semgallen (lettisch: Zemgaļi) waren einer der baltischen Stämme, die in der südlichen Mitte Lettlands in Semgallen (lettisch: Zemgale) lebten. Sie waren bekannt wegen ihres langen Widerstandes gegen die deutschen Kreuzritter des Schwertbrüderordens. Später vereinten sie sich mit den sie umgebenden Völkern und wurden Teil der lettischen Nation.

## Geschichte
Die Semgallen waren einer der ersten Stämme, die eine Monarchie einführten, die jedoch wegen der starken Machtansprüche der semgallischen Adligen nur schwach war. Der bemerkenswerteste der semgallischen Führer war Viestards (Viesturs), dem es im 13. Jahrhundert gelang, die einander feindlich gesinnten semgallischen Stammesverbände zu einem Staat zu vereinigen und mit den deutschen Kreuzrittern eine Allianz einzugehen, um sich gegen äußere Feinde zu verteidigen. Nachdem die Kreuzritter den Vertrag brachen und ihrerseits in seine Gebiete einfielen, verband er sich gegen diese mit den Litauern, was ihm seinen größten Erfolg einbrachte, die Vernichtung der Schwertbrüder in der Schlacht von Schaulen im Jahre 1236.
Ein anderer berühmter semgallischer Führer war Nameitis (Namejs, Nameisis), eine fast schon mythische Figur in der lettischen Literatur. Ihm wird zugeschrieben, den größten Feldzug der Balten versucht zu haben. Das Ziel dieses Feldzugs war es angeblich, die baltischen Stämme für einen Vergeltungsangriff auf deutsche Territorien zu einen. Weil der einzige urkundliche Nachweis über ihn der Bericht seines Todes während der Belagerung von Kristburg in Ostpreußen ist, streiten sich die Historiker, ob er überhaupt existierte. Sicher ist jedoch, dass nach 1270 ein neuer mächtiger Führer hervortrat und dem Deutschen Orden mehrere empfindliche Niederlagen in Semgallen und Ostpreußen beibrachte.